# Баасизм

Флаг партии Баас

Бааси́зм (араб. البَعْثِيّة‎ al-ba‘thiyya; от арабского بَعْث ba‘th, что означает «возрождение» или «воскрешение») — арабская националистическая идеология, ставящая целью создание и развитие объединённого арабского государства под руководством партии-авангарда и прогрессивного революционного правительства. Идеология основана на идеях Заки аль-Арсузи, Мишеля Афляка и Салаха ад-Дин Битара.
Баасистское общество стремится к просвещению, возрождению арабской культуры и ценностей. Оно поддерживает создание однопартийного государства и отвергает политический плюрализм на неопределённый промежуток времени для выполнения заявленных целей. Баасизм основан на принципах арабского национализма, панарабизма и идеях социального прогресса. В области религии идеология придерживается светского подхода. Баасистское руководство в той или иной степени осуществляет государственное регулирование экономики и экономическое вмешательство, и стремится поддерживать общественную собственность на средства производства, но в то же время выступает против ликвидации частной собственности.
Понятие «арабский социализм» в баасизме играет большую роль. Сторонники баасизма полагают, что социализм — это единственный способ развития арабского общества. Концепция «арабского социализма» была выдвинута как «срединный путь» между капиталистическим обществом и европейским социализмом.
Партия Баас находилась у власти в Ираке в 1963 году и 1968—2003 годах, и в Сирии в 1963—2024 годах. Для обоих режимов характерны авторитаризм, преследование политической оппозиции и запрет на критику их идеологии. Однако оба данных режима определяются скорее как необаасистские, поскольку реализованная в них на практике идеология значительно отличается от оригинальной доктрины Афляка или Битара, например, ни одна из правящих баасистских партий не ставила и не ставит своей целью объединение арабского мира.

## История

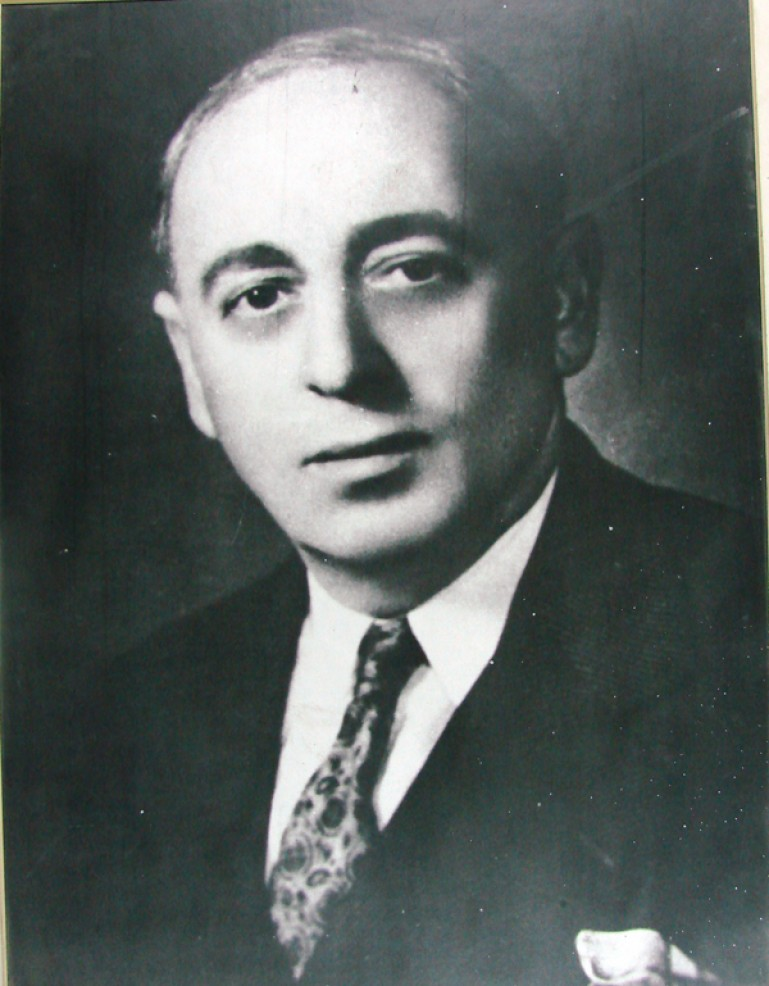
Заки аль-Арсузи, политик, который повлиял на развитие идеологии баасизма. После раскола баасистского движения он стал главным идеологом сирийской фракции партии Баас

Баасизм берёт своё начало с политических идей, разработанных Заки аль-Арсузи и Мишелем Афляком. Несмотря на то, что Афляк, Битар и Арсузи никогда не были членами одной организации, они считаются основоположниками баасизма. Ближе всего к друг другу они находились в 1939 году, когда все вместе с Мишелем Кузменом, Шакиром аль-Асом и Ильясом Квандалафтом пытались основать политическую партию. Арсузи негативно относился к Афляку, а тот платил ему той же монетой.
Арсузи основал Арабскую партию Баас в 1940 году, и его взгляды оказывали влияние на Афляка, который вместе со своим коллегой Салахом ад-Дин Битаром 1940 году основал Арабское движение Ихья, позже переименованное в Арабское движение Баас. Хотя Афляк находился под его влиянием, Арзузи первоначально не сотрудничал с его организацией. Арсузи подозревал, что движение Афляка, которое тоже иногда именовало себя Баас, было частью империалистического заговора с целью ликвидации влияния его собственного движения на арабов путём создания организации с аналогичным названием.
Арсузи был арабом из Александретты, который был связан с арабским националистическим движением в межвоенный период. Его вдохновляли идеалы Великой французской революции и движения, выступавшие за создание единого государства в Италии и Германии, а также интересовало японское экономическое чудо. Значительное влияние на формирование его взглядов оказали такие видные европейские философы как Фридрих Гегель, Карл Маркс, Фридрих Ницше и Освальд Шпенглер.
Арсузи оставил партию в 1939 году, когда она оказалась в состоянии кризиса из-за смерти её руководителя, а затем основал Арабскую национальную партию, просуществовавшую недолго и распущенную годом позже. 29 ноября 1940 года Арсузи основал Арабскую партию Баас. Поворотный момент в развитии идеологии баасизма произошёл в 1941 году, когда из-за переворота организованного Рашидом Али аль-Гайлани и последующей англо-иракской войны возник конфликт между Арсузи и Афляком. Движение Афляка выступило в поддержку Рашида Али аль-Гайлани и правительства Ирака в войне против Великобритании, отправив в Ирак своих добровольцев. Арсузи выступил против правительства аль-Гайлани, полагая, что переворот плохо спланирован и неудачен. В этот момент движение Арсузи потеряло своих сторонников, которые влились в движение Афляка.
Влияние Арсузи на арабскую политику окончательно сошло на нет, когда режим Виши выслал его из Сирии в 1941 году. В 1943 году движение Афляка выступило в поддержку Ливана в его войне за независимость от Франции. Арабское движение Баас было относительно разобщено в течение нескольких лет, пока оно не провело свой первый партийный съезд в 1947 году, результатом которого стало объединение с Арабским социалистическим движением Акрама аль-Хаурани в единую Арабскую социалистическую партию Баас.
В 1966 году баасистское движение раскололось на сирийскую и иракскую фракции. В результате раскола Арсузи занял место Афляка в качестве главного идеолога сирийской ветви баасистов, в то время как в иракской ветви Афляк формально продолжал оставаться главным идеологом.

## Краткое описание
Афляк на сегодняшний день считается основателем баасистского движения, или по крайней мере человеком, внёсшим в него наибольший вклад. Были и другие известные идеологи, такие как Заки аль-Арсузи и Салах ад-Дин Битар. С момента основания Арабского движения Баас до середины 1950-х годов в Сирии и в начале 1960-х годов в Ираке баасизм в значительной степени был синонимом имени Афляка.
По мнению некоторых исследователей, таких как Пол Салем, Афляк имел романтический и поэтический взгляд на арабский национализм.
В интеллектуальном плане Афляк видоизменил арабские консервативные националистические идеи, тем самым отразив революционные и прогрессивные тенденции, сложившиеся в арабском мире в связи с деколонизацией и иными событиями того времени.
Он настаивал на свержении старых господствующих классов и выступал за создание светского общества путём отделения исламской религии от государства. Не все эти идеи принадлежали Афляку, однако он способствовал созданию интернационального движения на их основе. Ядром баасизма является арабский социализм, «социализм с арабской спецификой», который не относится к международному социалистическому движению, а также идеология панарабизма.
Сформулированный Афляком и Битаром баасизм был уникальной левой, ориентированной на арабов идеологией. Баасизм позиционировал себя как выражение «арабского духа против материалистического коммунизма» и «арабской истории против мёртвой реакции». Данная идеология составила благоприятную основу для развития Движения неприсоединения, видными сторонниками которого были такие деятели как Джавахарлал Неру, Гамаль Абдель Насер и Иосип Броз Тито. Его суть заключалась в отказе от присоединения к западному проамериканскому или восточному просоветскому блоку времён холодной войны.

## Идеология

### Арабская нация

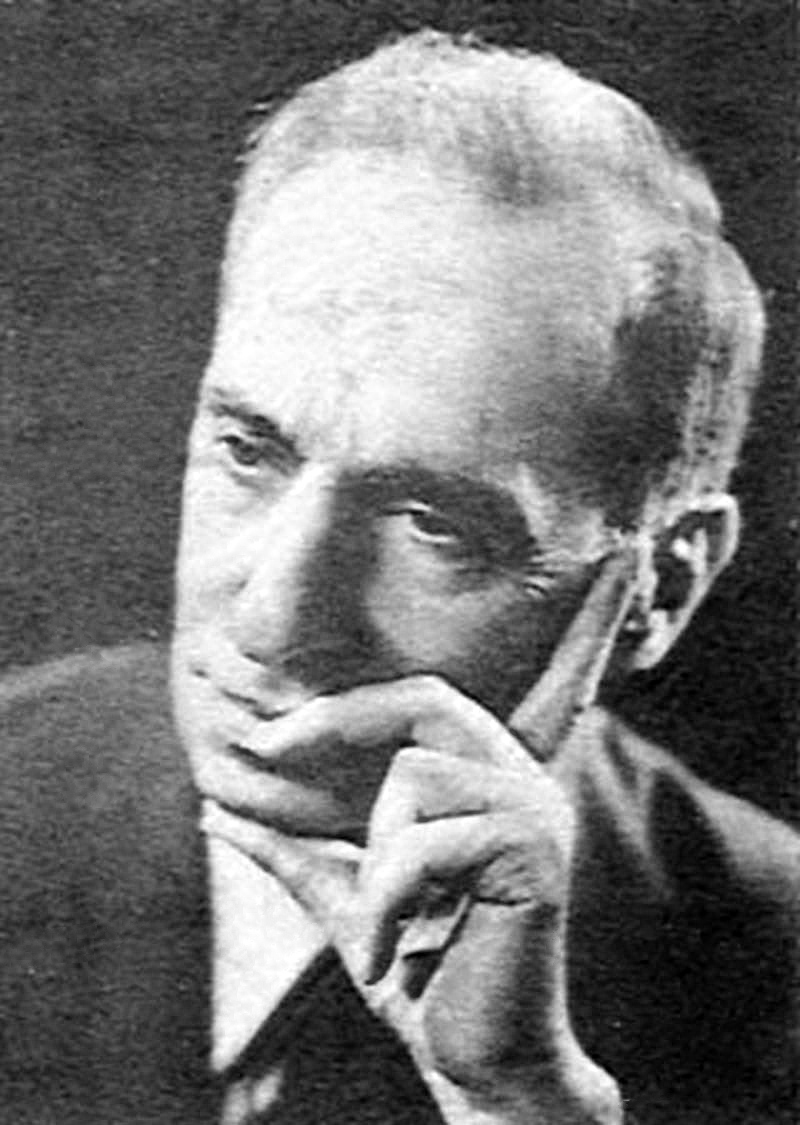
Мишель Афляк, основатель баасизма. После раскола партии Баас он стал главным идеологом в проиракской фракции

Мишель Афляк поддерживал Сати аль-Хусри в той идее, что язык был основным определяющим и объединяющим фактором арабской нации, потому что язык приводит к единству мысли, норм и идеалов. Другим объединяющим фактором являлась история, поскольку она была «плодородной почвой, в которой наше сознание обрело форму». Ядром баасизма в понимании Афляка была идея Баас, то есть идея «возрождения».
Это возрождение могло быть достигнуто объединением в единое арабское государство, и оно бы видоизменило арабский мир политически, экономически, интеллектуально и морально. Данное «будущее возрождение» должно было стать «перерождением» первого арабского возрождения, которое согласно Афляку, стало истоком исламской религии в седьмом веке. Это новое «возрождение» принесло бы обновлённое арабское послание. Данная идея была отражена в слогане партии Баас: «Одна нация, несущая Вечное Послание».
Арабская нация могла прийти к этому «возрождению» лишь путём революционного процесса с целью достижения «единства, свободы и социализма». По мнению Афляка, нация способна только развиваться или деградировать. В свою очередь, разобщённые арабские государства того времени могли только прогрессивно увядать из-за своих «болезней» — «феодализма, сектантства, раздробленности и интеллектуальной реакции». Эти проблемы, по мнению Афляка, могли быть решены лишь через революционный процесс. Революция, в свою очередь, могла увенчаться успехом, лишь если революционеры были чисты и почти религиозны в своей преданности перед поставленной задачей. Афляк поддерживал марксистские взгляды о необходимости партии-авангарда после успешной революции, при этом успешная революция не являлась неизбежным результатом. Авангардом по идеологии баасизма являлась собственно баасистская партия.
Афляк полагал, что молодёжь была ключом к успешной революции. Молодёжь была открыта к переменам и просвещению, поскольку ещё не была подвержена влиянию иных взглядов. Значительной проблемой, согласно Афляку, было разочарование арабской молодёжи. Разочарование вело к индивидуализму, а индивидуализм был нездоровым знаком для слаборазвитой страны, в отличие от развитых стран, где это являлось нормой.
Главной задачей партии перед революцией было распространение идей просвещения среди людей и изменение реакционных и консервативных элементов общества. В соответствии с Афляком, баасистская партия должна была осуществлять политику прозелитизма, с тем чтобы избежать попадания необразованных масс в партию до тех пор, пока руководящее звено партии не было полностью охвачено идеями просвещения. Тем не менее, партия также являлась политической организацией, и согласно записям Афляка, политика «является самым серьёзным вопросом на конкретном данном этапе». Баасизм был похож на коммунизм в убеждении о том, что авангардная партия должна находиться у власти неопределённый промежуток времени с целью формирования «нового общества». Афляк поддерживал идею о создании активистской революционной партии, основанной на модели ленинизма, которая в свою очередь была бы основана на принципах демократического централизма. Революционная партия должна была обрести политическую власть и после этого трансформировать общество во имя высшего блага. Даже в момент численного меньшинства революционной партии, она тем не менее являлась мощным институтом, который имел право инициировать какую-либо политику, даже в случае если большинство населения было против неё. Аналогично модели ленинизма, баасистская партия обладала бы универсальным правом определять правильный курс. Население в целом не имело об этом представления, поскольку оно всё ещё находилось под влиянием старых ценностей и моральной системы.

### Реакционные классы
По мнению Афляка, арабское восстание 1916—1919 годов не смогло объединить арабский мир, поскольку возглавлялось реакционным классом.
Он полагал, что правящий класс, который поддерживал монархию, как делали лидеры арабского восстания, являлся по сути реакционным классом. В баасизме правящий класс заменяется «прогрессивным революционным классом». Афляк резко выступал против любой монархической формы правления, и охарактеризовал арабское восстание как «иллюзии королей и феодалов, которые понимали единство как единство отсталости и отсталости, эксплуатации и эксплуатации и чисел с числами, подобно овцам».
Именно точка зрения реакционного класса на арабское единство лишила арабское восстание «борьбы за единство без крови и нервов». Афляк рассматривал объединение Германии в качестве доказательства данного тезиса. Данное убеждение находилось в абсолютном контрасте по отношению к идеям других арабских националистов, большинство из которых были германофилами. Согласно Афляку, объединение Германии Бисмарком породило самое репрессивное государство, и виноваты в этом монархия и реакционный класс. Копирование немецкого примера Афляк рассматривал как неудачный вариант, который приведёт к порабощению арабского народа.
Единственным способом борьбы с реакционными классами являлась прогрессивная революция, ключевым аспектом которой должна быть борьба за единство. Эта борьба должна быть неотделима от социальной революции, разделять эти два аспекта, значит ослаблять движение. Реакционный класс, которого устраивало существовавшее положение вещей, выступил бы против такой революции. Даже если бы революция осуществилась в одном регионе (стране), то данный регион не может развиваться из-за ограниченных ресурсов и небольшой численности населения, а также антиреволюционных сил, поддерживаемых другими арабскими лидерами. Чтобы революция в арабском мире успешно осуществилась, ей необходимо стать «единым целым», иными словами, арабское единство является одновременно причиной арабской революции и её результатом.
В качестве основного препятствия на пути революции Афляк рассматривал Лигу арабских государств, которая, по его мнению, усиливала региональные интересы отдельных государств и укрепляла реакционные классы, тем самым уменьшая шансы на создание единой арабской нации. Из-за мировой ситуации, когда большинство арабских государств были под властью реакционных классов, идеология была изменена с учётом обстановки. Вместо создания арабской нации путём прогрессивной революции, главной задачей государства, где революция уже одержала победу, было распространение этой революции на другие государства. Революционные страны постепенно бы объединялись с друг другом, пока арабский мир не стал бы единым государством. Революция не могла бы одержать победу без её активного распространения прогрессивными революционными правительствами.

### Свобода
Свобода — не роскошь в жизни нации, но её основа, суть и смысл.
Афляк рассматривал свободу как одну из главных идей в баасизме. Изложение мыслей и взаимодействие между людьми были путём построения нового общества. Эта свобода, согласно Афляку, создавала новые ценности и мысли. Афляк полагал, что жизнь в условиях империализма, колониализма, или религиозной и не просвещённой диктатуры, ослабляет свободу; идеи приходят сверху, а не снизу через взаимодействие между людьми. Одна из главных задач партии Баас, согласно Афляку, заключалась в распространении новых идей и мыслей. Чтобы дать людям свободу, необходимую для следования этим идеям, партия встаёт между арабским народом и его угнетателями — иностранными империалистами и теми формами тирании, которые существуют в арабском обществе.
Хотя понятие свободы было важным для Афляка, он предпочитал ленинскую концепцию непрерывной революционной борьбы. Он не разрабатывал теорию общества, в котором свобода была бы защищена набором институтов и правил. Его видение однопартийного государства, управляемого партией Баас, которая распространяла бы информацию для общественности, в разных вопросах противоречило его точке зрения об индивидуальном взаимодействии людей. Партия Баас, с помощью своего преимущества, установила бы свободу. Афляк полагал, что свобода не может прийти из ниоткуда, для этого нужна просвещённая и прогрессивная группа, что в конечном итоге привело бы к созданию действительно свободного общества.
По сути, Афляк имел авторитарный взгляд на свободу, в отличие от либерально-демократического понятия свободы. С точки зрения Афляка, свобода будет обеспечиваться партией Баас, которая не избиралась народными массами, однако имела добрые намерения.

### Социализм
Мы приняли социализм не из книг, абстракций, гуманизма или жалости, а скорее из необходимости [...] для арабского рабочего класса он является необходимой движущей силой в этот период истории.
Афляк поддерживал многие аспекты марксизма, полагая, что марксистское понятие «важности экономических условий жизни» было одним из главных открытий человечества в современную эпоху. Однако он не соглашался с марксистским мнением о том, что диалектический материализм был единственной истиной. Афляк считал, что марксизм забыл о человеческой духовности. Будучи убеждённым в том, что марксистская концепция будет успешно работать в других малых и слабых обществах, он считал, что только диалектический материализм не будет подходящим вариантом для арабского мира.
Для столь духовных людей, как арабы, рабочий класс был просто одной из групп в наиболее широком движении за освобождение арабской нации, хотя и наиболее важной группой. Афляк поддержал Маркса в том, что рабочий класс был главной движущей силой, но не в том, какую роль он сыграл в истории. В отличие от Маркса, Афляк был националистом и считал, что в арабском мире все классы (а не только рабочий) объединились бы в борьбе против капиталистического господства иностранных держав. То, что на западе было борьбой между классами, в арабском мире стало бы борьбой за собственную политическую и экономическую независимость.
Для Афляка социализм был необходимым средством для выполнения целей арабского «возрождения» и модернизации. В то время, как объединение арабского мира принесло бы арабскому народу свободу, социализм был краеугольным камнем, способным сделать единство и свободу успешными. Социализм не означал революцию. С точки зрения Афляка, конституционная демократическая система не преуспела бы в такой стране, как Сирия, которая находилась во власти «псевдофеодальной» системы, и где подавление крестьян ликвидировало политическую свободу людей. Свобода значила мало или почти ничего не значила для бедного населения Сирии. Афляк рассматривал социализм как способ решения данной проблемы.
Конечной целью социализма в баасизме не был вопрос о том, сколько необходимо государственного контроля или экономической свободы, но социализм должен стать «средством для удовлетворения животных потребностей, чтобы люди могли свободно жить». Другими словами, социализм был системой, которая освободила бы население от рабства и создала бы по-настоящему независимых людей. Экономическое равенство было главным принципом в идеологии баасизма; устранение неравенства «устранило бы все привилегии, эксплуатацию и господство одной группы над другой». В случае успешного освобождения арабский народ нуждался в социализме.

### Роль ислама
Европа сегодня так же боится ислама, как она боялась его раньше. Сейчас она знает, что сила ислама (которая ранее была выражена в арабах) теперь переродилась и появилась в новой форме: арабском национализме.
Афляк рассматривал создание ислама в качестве доказательства «арабской гениальности» и завещания арабской культуры, ценностей и мышления. Суть ислама, согласно Афляку, заключалась в его революционных качествах. Афляк призвал всех арабов, как мусульман, так и немусульман, восхищаться ролью ислама в становлении арабского характера. Но его точка зрения об исламе была чисто духовной; Афляк подчеркнул, что ислам «не должен быть наложен» на государство и общество. Партия Баас была против как атеизма, так и религиозного фундаментализма; фундаментализм рассматривался как «поверхностная, ложная вера».
Баасизм рассматривает все религии как равные. Несмотря на свою антиатеистическую позицию, Афляк был убеждённым сторонником светского правительства и заявлял, что баасистский режим заменит религию государством, основанным на принципах единства, арабского национализма, свободы и морали. Во время шиитских беспорядков конца 1970-х годов, направленных против баасистского режима в Ираке, Афляк предупреждал Саддама Хусейна, чтобы тот не шёл ни на никакие уступки протестующим, поскольку партия Баас «имела религию, но не являлась религиозной партией и не должна ей быть». Во время своего вице-президентства Саддам Хусейн обсуждал необходимость убедить широкие слои населения принять линию партии в отношении религии.
Позиция Саддама по вопросу секуляризации изменилась после ирано-иракской войны, когда был принят закон, позволяющий людям убивать своих сестёр, дочерей и жён, если они были «неверными». Когда Афляк умер в 1989 году, иракское региональное руководство партии Баас заявило, что он принял ислам перед смертью, однако неназванный западный дипломат в Ираке заявил Уильяму Харрису, что семья Афляка ничего не знала об его религиозном обращении. До, после и во время войны в Персидском заливе режим Хусейна становился всё более исламским; в начале 1990-х годов Саддам объявил, что партия Баас является партией «арабизма и ислама».